# Cédric Soares
Cédric Ricardo Alves Soares (n. 31 august 1991, Singen, Baden-Württemberg, Germania) este un fotbalist portughez, care joacă pe post de fundaș lateral la São Paulo în Campeonato Brasileiro⁠(d). Pe plan internațional, are prezențe la națională pentru Portugalia U16⁠(d), Portugalia U17⁠(d), Portugalia U18⁠(d), Portugalia U19⁠(d), Portugalia U20⁠(d), Portugalia U21⁠(d) și Portugalia.

## Statistici carieră

### Club
La 23 septembrie 2017.
| Club          | Sezon         | Campionat      | Campionat | Campionat | Cupă    | Cupă   | Cupa Ligii | Cupa Ligii | Europa  | Europa | Total   | Total  |
| Club          | Sezon         | Divizie        | Meciuri   | Goluri    | Meciuri | Goluri | Meciuri    | Goluri     | Meciuri | Goluri | Meciuri | Goluri |
| ------------- | ------------- | -------------- | --------- | --------- | ------- | ------ | ---------- | ---------- | ------- | ------ | ------- | ------ |
| Sporting      | 2010–11       | Primeira Liga  | 2         | 0         | 0       | 0      | 1          | 0          | 2       | 0      | 5       | 0      |
| Sporting      | Total         | Total          | 2         | 0         | 0       | 0      | 1          | 0          | 2       | 0      | 5       | 0      |
| Académica     | 2011–12       | Primeira Liga  | 24        | 0         | 5       | 0      | 0          | 0          | 0       | 0      | 29      | 0      |
| Académica     | Total         | Total          | 24        | 0         | 5       | 0      | 0          | 0          | 0       | 0      | 29      | 0      |
| Sporting      | 2012–13       | Primeira Liga  | 13        | 1         | 0       | 0      | 3          | 0          | 7       | 0      | 23      | 1      |
| Sporting      | 2013–14       | Primeira Liga  | 28        | 1         | 3       | 0      | 0          | 0          | 0       | 0      | 31      | 1      |
| Sporting      | 2014–15       | Primeira Liga  | 24        | 0         | 4       | 0      | 0          | 0          | 7       | 0      | 30      | 1      |
| Sporting      | Total         | Total          | 65        | 2         | 7       | 0      | 3          | 0          | 14      | 0      | 89      | 3      |
| Southampton   | 2015–16       | Premier League | 24        | 0         | 0       | 0      | 2          | 0          | 1       | 0      | 27      | 0      |
| Southampton   | 2016–17       | Premier League | 30        | 0         | 0       | 0      | 3          | 0          | 1       | 0      | 34      | 0      |
| Southampton   | 2017–18       | Premier League | 6         | 0         | 0       | 0      | 0          | 0          | —       | —      | 6       | 0      |
| Southampton   | Total         | Total          | 60        | 0         | 0       | 0      | 5          | 0          | 2       | 0      | 67      | 0      |
| Total carieră | Total carieră | Total carieră  | 151       | 2         | 12      | 0      | 9          | 0          | 18      | 0      | 190     | 3      |

## Goluri internaționale
La 18 iunie 2017. (Portugal score listed first, score column indicates score after each Cédric goal)
| #  | Dată          | Loc                       | Oponent | Scor | Rezultat | Competiție                     |
| -- | ------------- | ------------------------- | ------- | ---- | -------- | ------------------------------ |
| 1. | 18 iunie 2017 | Kazan Arena, Kazan, Rusia | Mexic   | 2–1  | 2–2      | Cupa Confederațiilor FIFA 2017 |